# Per-Erik Hedman
Per Erik Hedman (ur. 1959) – duński autor komiksów o Kaczorze Donaldzie i Myszce Miki, tworzy przede wszystkim scenariusze dla wydawnictwa Egmont. Urodził się w Szwecji, ale od 1982 mieszka w Danii.
Do roku 2016 stworzył scenariusze dla 665 prac.

## Wybrane komiksy
| Rok  | Tytuł oryginalny         | Tytuł polski                      | Rysownik            | Sygnatura  | Link   | Uwagi                                                                                    |
| ---- | ------------------------ | --------------------------------- | ------------------- | ---------- | ------ | ---------------------------------------------------------------------------------------- |
| 2000 | Slippery Slope           | Domek na ferie                    | José Massaroli      | D 2000-005 | [ 2 ]  |                                                                                          |
| 2000 | The New Teachers         | Policjanci czy złodzieje?         | Vicar               | D 2000-016 | [ 3 ]  |                                                                                          |
| 2000 | Clown Of The Jungle      | Figlarz z dżungli                 | José Maria Manrique | D 2000-023 | [ 4 ]  | Na podstawie filmu animowanego z 1947 roku Clown of the Jungle w reżyserii Jacka Hannaha |
| 2000 | The Trophy               | Między dziobem a brzegiem pucharu | Wanda Gattino       | D 2000-070 | [ 5 ]  |                                                                                          |
| 2000 | The Demon Genius         | Geniusz i szaleństwo              | Vicar               | D 2000-152 | [ 6 ]  |                                                                                          |
| 2001 | The Bodyguard            | Kto ochroni ochroniarza?          | Vicar               | D 2001-076 | [ 7 ]  |                                                                                          |
| 2002 | Final Refuel             | Na ostatniej prostej              | Flemming Andersen   | D 2002-011 | [ 8 ]  |                                                                                          |
| 2002 | Mysteries And Myths      | Gniew elfów                       | Ferioli             | D 2002-112 | [ 9 ]  | Seria Mythos Island (Wyspa Mityczna)                                                     |
| 2002 | Pegasus                  | Na skrzydłach Pegaza              | Ferioli             | D 2002-113 | [ 10 ] | Seria Mythos Island (Wyspa Mityczna)                                                     |
| 2002 | The Unicorn Horn         | Mysz ilustrowana                  | Ferioli             | D 2002-120 | [ 11 ] | Seria Mythos Island (Wyspa Mityczna)                                                     |
| 2002 | Drag Of The Dragon       | Scenki z życia smoków             | Ferioli             | D 2002-189 | [ 12 ] | Seria Mythos Island (Wyspa Mityczna)                                                     |
| 2002 | Menace In The Mist       | Dziewczyny górą                   | Ferioli             | D 2002-197 | [ 13 ] | Seria Mythos Island (Wyspa Mityczna)                                                     |
| 2002 | Searching For The Girls  | Spotkanie na wyspie               | Ferioli             | D 2002-231 | [ 14 ] | Seria Mythos Island (Wyspa Mityczna)                                                     |
| 2004 | Miss Link                | Brakujące ogniwo                  | Wanda Gattino       | D 2004-123 | [ 15 ] |                                                                                          |
| 2005 | Operation Christmas Ball | Diaboliczny doktor Zmrok          | Vicar               | D 2005-286 | [ 16 ] |                                                                                          |
| 2007 | The Vampire Villains     | Wampiry i złodzieje               | José Maria Manrique | D 2007-279 | [ 17 ] |                                                                                          |
| 2008 | Camping Countess         | Mój namiot jest moim zamkiem      | José Massaroli      | D 2008-024 | [ 18 ] |                                                                                          |
| 2009 | The Columns Of Stykolos  | Trzecia kolumna                   | Massimo Fecchi      | D 2009-152 | [ 19 ] |                                                                                          |
| 2013 | Hotel Royal              | Hotel Royal                       | Flemming Andersen   | D 2013-075 | [ 20 ] |                                                                                          |